# Gustav Coufal
Gustav Coufal (26. dubna 1896 Olomouc – 12. září 1942 Berlin–Plötzensee) byl chrudimský majitel lékárny, který se za Protektorátu Čechy a Morava zapojil do činnosti regionální vojenské odbojové organizace Obrana národa na Pardubicku.

## Život

### Do nastolení protektorátu
Gustav Coufal se narodil 26. dubna 1896 v Olomouci. Po maturitě zahájil univerzitní studium, ale musel narukovat do rakousko-uherské armády a účastnit se (jako voják na straně Rakouska-Uherska) bojů v první světové válce. Po skončení první světové války byl od roku 1920 až do roku 1938 členem Československé strany agrární. Byl otcem tří dětí a v roce 1937 se stal majitelem lékárny v Chrudimi. V Chrudimi působil v sokolské organizaci.

### Práce pro Obranu národa
Do řad členů ilegální vojenské odbojové organizace Obrana národa (ON) se připojil na začátku léta 1939, když jej k tomuto kroku přesvědčil jeho známý poštovní úředník. Gustavu Coufalovi se podařilo získat pro práci v ON ještě několik deaktivovaných československých důstojníků. Po potřeby Obrany národa obstaral Gustav Coufal několik sudů s benzinem, které byly uloženy ve sklepě jednoho jeho známého. Od podzimu 1939 se nakolikrát setkal s poručíkem Antonínem Pulpánem z krajské pardubické ON a probíral s ním možnost zajistit pro Obranu národa nějaké zbraně. Kromě těchto aktivit se lékárník Gustav Coufal podílel i na sbírkách peněz určených k podpore rodin odbojářů, kteří byli zatčeni německými represivními složkami.

### Zatčení, věznění, ...
PhMr. Gustav Coufal byl zatčen gestapem 19. listopadu 1940 a o deset dní později (29. listopadu 1940) stihl stejný osud i poručíka Antonína Pulpána. Oba dva byli za protiříšskou činnost (příprava k velezradě, napomáhání a nadržování nepříteli, zemězrada) dne 22. dubna 1942 odsouzeni I. senátem Lidového soudního dvora (Volksgerichtshof) k trestu smrti a k trvalé ztrátě občanských čestných práv. Rozsudek byl vykonán 12. září 1942, kdy byl Gustav Coufal (spolu s Antonínem Pulpánem, který byl ale usmrcen oběšením) zavražděn stětím gilotinou ve věznici v Berlíně–Plötzensee.